# Rhodeus haradai
 Rhodeus haradai és una espècie de peix cipriniforme de la família dels ciprínids que es troba a Hainan (Xina).